# Azraqiti
Gli Azraqiti (in arabo Azāriqa) costituirono uno dei raggruppamenti più attivi del Kharigismo nel corso di tutto l'VIII secolo d.C.
Il nome del movimento deriva da Nāfiʿ ibn al-Azraq al-Ḥanafī (in arabo نافع بن الأزرق ﺍﻟﺤﻨﻔﻲ‎?), del quale si sa assai poco, salvo che era figlio di uno schiavo greco. Il fatto che il colore "azzurro" ( azraq ) fosse sovente accostato ai Greci ed ai cristiani in genere spiega il perché di un nome tanto inusuale per il padre di Nāfiʿ che, per parte sua, si ritiene abbia preso parte alle ultime vicende politiche e belliche che contrassegnarono il tentativo "anti-califfale" di ʿAbd Allāh ibn al-Zubayr nel 683.
Al termine dell'assedio portato contro Mecca dalle truppe omayyadi del califfo Yazīd I, Nāfiʿ rientrò a Basra con due suoi compagni, eponimi di altrettanti movimenti kharigiti: ʿAbd Allāh ibn ʿIbād (da cui presero il loro nome gli Ibaditi) e Najda ibn ʿĀmir (da cui presero il loro nome i Najjadāt).
In città i kharigiti uccisero il wālī omayyade e non accettarono neppure quello inviato da ʿAbd Allāh ibn al-Zubayr. Allorché la città fu costretta alla resa da parte del governatore designato zubayride, Nāfiʿ fu costretto per un breve periodo alla fuga ma, ripresosi, riuscì a battere a sua volta il suo avversario e a rimettere piede nella città mesopotamica.
Da Mecca ʿAbd Allāh ibn al-Zubayr inviò allora truppe fresche e numerose facendo valere la sua volontà e l'intenzione di resistere da parte di Nāfiʿ non fu condivisa dalla maggior parte degli altri kharigiti, avviando un processo di frazionamento dottrinale e politica che causerà successivamente la definitiva sconfitta dell'intero movimento, di cui oggi sopravvive la sola componente ibadita.
I più oltranzisti ripararono in Khūzistān e nello scontro con le forze zubayridi Nāfi‘ trovò infine la morte nel 685.
Da quel momento, sotto i successori di Nāfiʿ — ʿUbayd Allāh ibn al-Māhūz, suo fratello Zubayr e infine Qatarī ibn al-Fujāʿa — si avviò una lunga serie sanguinosa di confronti armati con il potere zubayride, di cui incolpevoli vittime furono assai spesso le popolazioni, considerate "apostati" dagli Azraqiti che applicavano nei loro confronti la pratica del cosiddetto istiʿrād (استعراض ), ossia "dimostrazione", considerando lecito e, anzi, doveroso dare la morte anche a donne e bambini di quanti non si fossero uniti al movimento azraqita.
Chiunque non avesse abbandonato con una sorta di egira ( hijra) l'"empia" società dei nemici degli Azraqiti, era infatti considerato un nemico e un kāfir (empio grave, suscettibile di condanna a morte). Maggior tolleranza era espressa, sulla scorta del dato coranico, nei confronti del "Popolo del Libro" ( Ahl al-Kitāb ), purché si assoggettasse politicamente e finanziariamente alla società che i kharigiti intendevano costruire e che consideravano l'unica a potersi fregiare dell'appellativo di "islamica".
Il movimento azraqita finì, armi in pugno, stroncato da una protratta serie di campagne militari condotte dal generale zubayride al-Muhallab ibn Abī Sufra, passato poi tra i ranghi omayyadi del Califfo ʿAbd al-Malik ibn Marwān, ricostitutore dell'unità del califfato, persa subito dopo la morte dell'ultimo Omayyade sufyanide: Muʿāwiya II, figlio di Yazīd I.